# Chiesa di San Martino al Bagno
La chiesa di San Martino al Bagno antico si trova a Uliveto Terme, nel comune di Vicopisano.

## Storia
Probabilmente costruita dai Maestri Comacini intorno all'800, è attestata dal luglio 1282 sotto il piviere di San Cassiano.
La chiesa è ricordata nelle fonti dalla metà del secolo XIII  e deriva l'appellativo dalla vicinanza di terme in uso dal Medioevo. L'arcivescovo Filippo de' Medici la visita il 26 aprile del 1463 descrivendola in rovina. Un breve papale del XVI secolo concedeva indulgenza plenaria a chi vi pregasse "per la concordia dei principi cristiani e l'estirpazione delle eresie".
Ne parla così Emanuele Repetti nel suo Dizionario Geografico Fisico della Toscana:
" Dirimpetto poi a libeccio dove il monte declina verso la riva destra dell'Arno, sulla strada di Piedimonte, o Vicarese, passato S. Giovanni alla Vena esisteva una chiesuola detta di S. martino al bagno Antico. Il nomignolo le venne da un Bagno stato presso il fiume Arno, del quale faceva menzione lo Statuto pisano del 1285, al Lib. IV, rubrica 28, sotto il vocabolo di bagno della Carrajola. Allora esso era sotto la tutela del Comune di Pisa, talché il podestà doveva ordinare ai cavatori di pietre delle vicine cave che invece di gettare nell'Arno gli spurghi delle dette cave, dovessero questi portarli nel piano del Bagno situato sopra l'Arno onde meglio conservarlo; finalmente ivi si ordinava di fare quando occorreva il Bagno e la fontana dagli uomini del capitano di Piedimonte, per modo che maschi e femmine vi si potessero comodamente bagnare. "
Storicamente posta sotto il patronato della famiglia Upezzinghi, venne restaurata nel 1605 dalla famiglia Lanfreducci per poi passare, un secolo dopo, nelle mani dei Lanfranchi. Attualmente è proprietà della "Acqua e Terme di Uliveto S.p.A." e amministrata all'occorrenza dal parroco di Uliveto Terme.

## Profilo artistico
Costruito in stile romanico, l'edificio presenta una semplice struttura a capanna in verrucano con abside e campanile a vela. La facciata ovest presenta un semplice oculo mediano, mentre sulla facciata sud sono visibili la porta d'ingresso, un secondo portalino, una monofora e lo stemma marmoreo dei Lanfreducci, celebrante il restauro avvenuto nel 1605 con la seguente iscrizione: San Martino al Bagno / Antico patronato di / Casa Lanfreducci resta / urata dal Prior di Pavia / Com: di Faenza, Palermo / e Montefiascone / F. Francesco Lanfreducci / L'anno MDCV.
Un ulteriore restauro, compiuto nel 1964 a cura della Società Acque e Terme, ha ripristinato l'aspetto romanico originale dell'edificio, riparando anche i danni occorsi al lato nord durante la seconda guerra mondiale.
All'interno troviamo un'aula unica con soffitto a capriate, in cui sono conservati un dipinto murale staccato con il Cristo deposto nel sepolcro da un angelo (XVI secolo) e due pregevoli affreschi raffiguranti un Angelo della Passione e un San Martino a cavallo, quest'ultimo di autore ignoto d'epoca tardo-ottocentesca.